# Pseudochromatopterum rileyi
Pseudochromatopterum rileyi är en tvåvingeart som beskrevs av Deeming 1981. Pseudochromatopterum rileyi ingår i släktet Pseudochromatopterum och familjen fritflugor.
Artens utbredningsområde är Ghana. Inga underarter finns listade i Catalogue of Life.